# Носиловський Антон Броніславович
Антон Броніславович Носиловський (1917 — 2005, місто Мінськ, Білорусь) — радянський діяч, 1-й секретар Мінського промислового обласного комітету КП Білорусії, 1-й секретар Мінського міського комітету КП Білорусії. Депутат Верховної Ради СРСР 6-го скликання.

## Життєпис
Народився в родині наймита. З 1932 року працював робітником.
У 1941 році закінчив Мінський політехнічний інститут.
У 1941—1953 роках — молодший технолог, технолог, старший технолог, начальник цеху, головний інженер заводу.
Член ВКП(б) з 1949 року.
У 1953—1954 роках — секретар Центрального районного комітету КП Білорусії міста Гомель.
У 1954—1956 роках — секретар Гомельського міського комітету КП Білорусії.
У 1956—1958 роках — слухач Вищої партійної школи при ЦК КПРС.
У 1958—1960 роках — заступник завідувача промислово-транспортного відділу ЦК КП Білорусії.
У 1960 — січні 1963 року — 1-й секретар Мінського міського комітету КП Білорусії.
У січні 1963 — грудні 1964 року — 1-й секретар Мінського промислового обласного комітету КП Білорусії.
У грудні 1964 — 1969 року — секретар Мінського обласного комітету КП Білорусії.
У 1969 — жовтні 1972 року — 2-й секретар Мінського обласного комітету КП Білорусії.
Подальша доля невідома.
Помер у Мінську в 2005 році.

## Нагороди
- орден Жовтневої Революції (25.08.1971)
- орден Трудового Червоного Прапора (1964)
- медалі